# František Mizera
František Mizera (20. září 1861 Nová Ves nad Popelkou – 15. července 1924 Semily) byl semilský regionální historik, pedagog, člen mnoha místních spolků.

## Život
Absolvoval Učitelský ústav v Jičíně v roce 1881 a poté začal učit v Semilech, kde zůstal až do své smrti. Od roku 1906 zde byl zástupcem ředitele a od roku 1908 ředitelem chlapeckých škol. Zabýval se zejména regionální historií Semilska, jeho nejdůležitější dílo je Paměti města Semil a okolí.

### Rodinný život
Dne 3. září 1896 se v Semilech oženil s Marií Svárovskou, se kterou měl dva syny.

## Dílo
Knižně vyšlo:
- Paměti města Semil a jeho okolí (V Praze, Nákladem města Semil a Občanské záložny semilské, 1887; nákladem města Semil, 1930; Semily, Městský úřad 1997))
- Popis okresního hejtmanství Semilského (V Praze, F. Kytka, 1888)
- Příběhy města Semil a jeho okolí (Svazek první, Dějiny náboženské, kostelní a farní; Semily, nákladem vlastním, 1908)
- Vývoj textilního průmyslu v hejtmanství Semilském (Semily, Josef Glos, 1909)
- Zpívej a modli se! (stručný zpěvník s modlitbami pro farní osadu semilskou, písně uspořádal Frant. Mizera, modlitby Fr. Svoboda; V Semilech, J. Glos, 1910)	Zobrazení exemplářů s možností jejich objednání
- Život a dílo (Sborník na památku J.J. Fučíka) (V Lomnici n. Pop., Učitelská jednota Komenský, 1930)